# チャック・パーソン
チャック・パーソン（Chuck Connors Person 1964年6月27日-）はアラバマ州ブラントリー出身のNBAの元バスケットボール選手。ポジションはスモールフォワード。正確なシュート力からニックネームは「ライフルマン」。弟のウェズリー・パーソンも元NBA選手だった。

## 経歴

### 選手時代
オーバーン大学を卒業したパーソンは、1986年のNBAドラフトで全体4位指名を受けインディアナ・ペイサーズに入団した。1年目から平均18.8得点、8.3リバウンド、3.6アシストと活躍し、ルーキー・オブ・ザ・イヤー（新人王）を受賞、チームをプレイオフへ導いた。ペイサーズには6年間在籍し、3年目にはキャリア最高の平均21.6得点をマークした。
1992年、マイケル・ウィリアムズと共にサム・ミッチェル、プー・リチャードソンとの交換でミネソタ・ティンバーウルブズに移籍、1年目は平均16.8得点の記録を残した。
1994年にフリーエージェントとなったパーソンは、サンアントニオ・スパーズと契約した。次第に衰えが見られるようになり平均得点は10点前後まで落ちた。スパーズには97-98シーズンまで在籍した。
1999年1月22日、ドラフト1巡指名権と共にスティーブ・カーとのトレードでシカゴ・ブルズへトレードされたが即解雇され、その後シャーロット・ホーネッツ（現ニューオーリンズ・ホーネッツ）、シアトル・スーパーソニックスに在籍した。
2000年9月20日にホーレス・グラント、グレッグ・フォスター、エマニュエル・デービスと共にグレン・ライス、トラビス・ナイトとの引き換えでロサンゼルス・レイカーズにトレードされたが9月29日にウェイバー公示されその日、現役生活引退を表明した。

### 現役引退後
現役引退後彼はジョン・ルーカスヘッドコーチの下、クリーブランド・キャバリアーズでアシスタントコーチのキャリアを始めた。その後ドニー・ウォルシュの求めに応じて古巣ペイサーズでアイザイア・トーマスヘッドコーチの下でアシスタントコーチに就任、ディフェンスは優れているものの問題児であるロン・アーテストとの信頼関係を築く努力を行った。これについてアーテストは「チャック・パーソンの存在なくして自分はオールスター級の選手にはなれなかった。」と述べている。2004年11月19日のパレスの騒乱の際には興奮して観客席に入ったアーテストをなだめている。
2005-2006シーズン初めにアーテストがサクラメント・キングスに移籍したがその後1年遅れで彼もキングスへ移りレジー・セウスヘッドコーチが解任されケニー・ナットが暫定ヘッドコーチに就任した際チームを去った。
2008年夏、シカゴ・ブルズの新ヘッドコーチ候補としてジョン・パクソン副社長（1991年にペイサーズに在籍していたパーソンはブルズに在籍していたパクソンのあごを殴りフレグラントファウルを受けている。）と面談を行ったがヘッドコーチの職はヴィニー・デル・ネグロに奪われた。別のチームの新ヘッドコーチ候補としての面談も行ったが職を得られなかった彼の下に数ヶ月前にアーテストが加入したロサンゼルス・レイカーズからのオファーを受けてアシスタントコーチに就任、2009-2010シーズンにはNBAファイナル優勝を味わった。

## 人物
- 現役時代、ラリー・バードにトラッシュトークを仕掛け挑発することで有名だった。
- 彼のライフルマンというミドルネームはロングシュート能力からではなく、チャック・コナーズのテレビシリーズ「The Rifleman」から母親が名づけたもの（チャックもチャック・コナーズより命名）[4]。